# Richemont (Mosela)
Richemont es una comuna  y población de Francia, en la región de Lorena, departamento de Mosela, en el distrito de Thionville-Ouest y cantón de Fameck.
Su población en el censo de 1999 era de 1.879 habitantes.
Está integrada en la Communauté de communes du Sillon Mosellan.

## Demografía
| 2 220 | 3 010 | 2 095 | 1 776 | 1 769 | 1 879 |
| Para los censos de 1962 a 1999 la población legal corresponde a la población sin duplicidades (Fuente: INSEE [Consultar]) |       |       |       |       |       |